# Jules César (film, 1914)
Pour les articles homonymes, voir Jules César (homonymie).
Pour plus de détails, voir Fiche technique et Distribution.
Jules César (titre original : Giulio Cesare) est un film italien réalisé par Enrico Guazzoni, sorti en 1914.
Ce film muet en noir et blanc s'inspire de l'œuvre éponyme de William Shakespeare qui relate notamment la conspiration contre Jules César, son assassinat et ses conséquences.

## Synopsis
L'ambition croissante de Jules César est source de préoccupation pour son cher ami Brutus. Cassius convainc Brutus à participer à son complot pour assassiner César, mais ils ont tous les deux gravement sous-évalué Marc-Antoine.

## Fiche technique
- Titre original : Giulio Cesare
- Réalisation : Enrico Guazzoni
- Scénario : Enrico Guazzoni
- Histoire : William Shakespeare, d'après son œuvre Jules César
- Photographie : Alessandro Bona
- Société de production : Società Italiana Cines
- Société de distribution : Società Italiana Cines
- Pays d'origine :  Royaume d'Italie
- Langue : italien
- Format : Noir et blanc – 1,33:1 – 35 mm – Muet
- Genre : Historique et biopic
- Longueur de pellicule : 2 234 m (Italie)
- Année : 1914
- Dates de sortie :
  -  États-Unis : octobre 1914
  -  Royaume d'Italie : novembre 1914
  -  Espagne : 21 février 1916
  -  Portugal : 31 juillet 1925
- Autres titres connus :
  -  États-Unis : (Gaius) Julius Caesar
  -  Espagne : (Cayo) Julio César
  -  Portugal : (Caio) Júlio César

## Distribution
- Amleto Novelli : Jules César (Giulio Cesare)
- Bruto Castellani : Vercingétorix (Vercingetorige)
- Pina Menichelli : Cléopâtre (Cleopatra)
- Ruffo Geri : Brutus (Bruto)
- Antonio Nazzari : Brutus enfant
- Orlando Ricci : Marc Antoine (Marcantonio)
- Ignazio Lupi : Pompée (Pompeo)
- Augusto Mastripietri : Caton (Catone)
- Gianna Terribili-Gonzales : Tertullia
- Irene Mattalia : Servilia Caepionis (Servilia Cepione)
- Lia Orlandini